# Tahmina Nijosowa

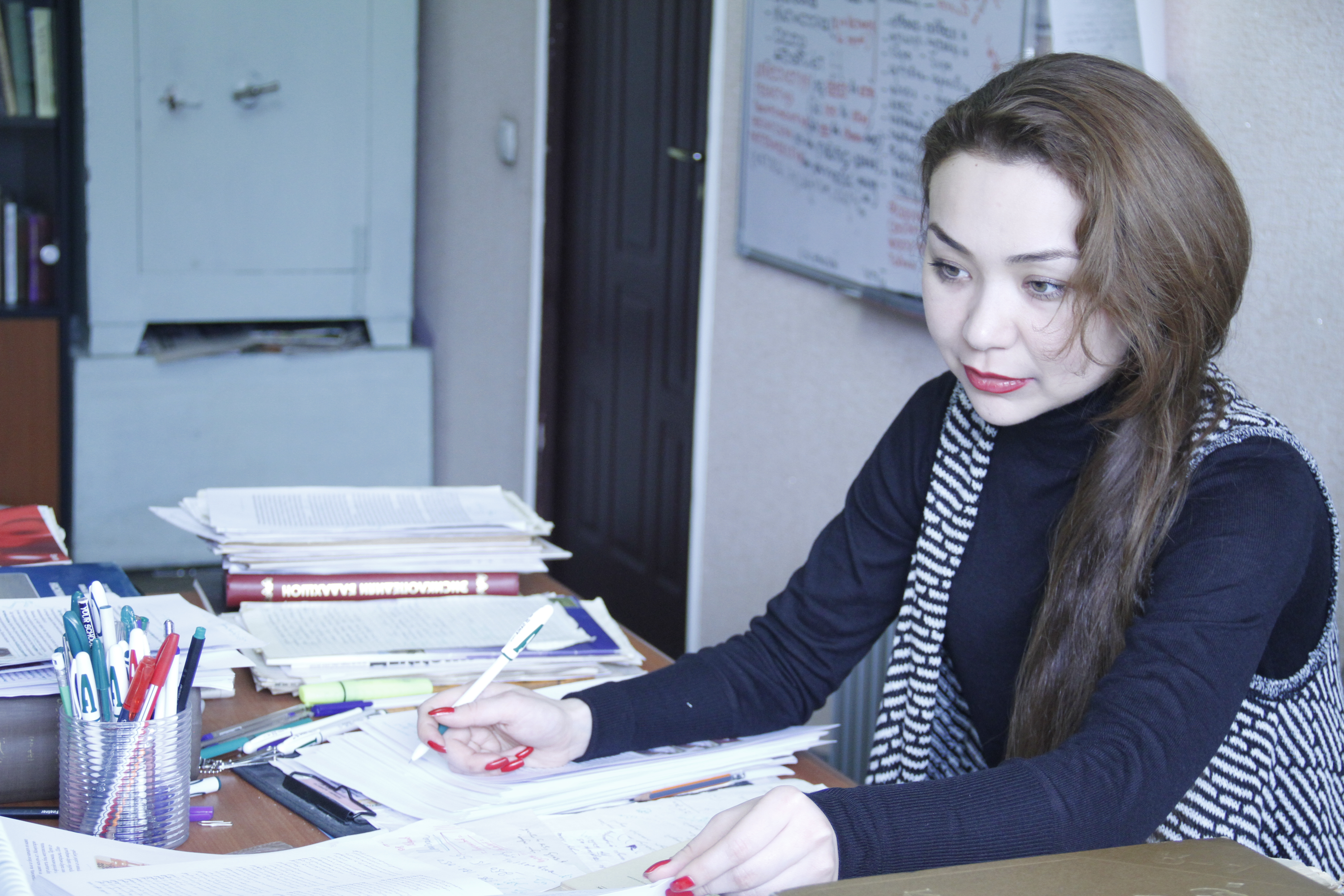
Tahmina Nijosowa

Tahmina Nijosowa (tadschikisch Таҳмина Ниёзова; * 14. Februar 1989 in Duschanbe, Tadschikische SSR) ist eine tadschikische Popsängerin, die als Popstar in ihrer Heimat gilt.

## Werdegang
Tahmina kam in einer musikalischen Familie zur Welt. Ihr Großvater, Bojmuhammad Nijosow (tadschikisch Боймуҳаммад Ниёзов), war ein berühmter Darbieter der Musikgattung Šaš-Maqom. Nach dem Abitur studierte sie Journalistik an der Tadschikisch-Russischen (Slawischen) Universität in Duschanbe und schloss dieses Studium 2012 mit der Note „Ausgezeichnet“ ab. Statt den erlernten Beruf auszuüben, tritt Nijosowa als Sängerin auf. Ihre musikalische Karriere begann sie 2003 mit dem Gewinn des Talentwettbewerbes Sterne des neuen Jahrhunderts. Im August 2008 gewann sie mit dem Titel Hero den Musikwettbewerb Five Stars, der zur Teilnahme am Intervision-Liederwettbewerb berechtigt.

## Singles
- ‘Занги телефон’
- ‘Hero’
- 'Ti tolko pozovi'
- 'Boom Boom Boom' (Platz 5 beim Sunčane-Skale-Festival in Montenegro[7])
- 'Fairytale about love' (2013)